# Тревор Грехем
Тревор Грехем (англ. Trevor Graham; нар. 20 серпня 1964) — ямайський легкоатлет, що спеціалізувався з бігу на 400 метрів.
Учасник літніх Олімпійських ігор 1988 року в Сеулі (Південна Корея). Виборов срібну медаль в естафеті 4×400 метрів.